# نبوویدی (ناحیه برنو-تسوونتری)
نبوویدی (به چکی: Nebovidy) یک منطقهٔ مسکونی در جمهوری چک است که در ناحیه برنو-تسوونتری واقع شده‌است. نبوویدی ۴٫۴۹ کیلومتر مربع مساحت و ۵۴۷ نفر جمعیت دارد و ۳۰۳ متر بالاتر از سطح دریا واقع شده‌است.